# Suicide Notes and Butterfly Kisses
Suicide Notes and Butterfly Kisses è il primo album di studio della band statunitense metalcore Atreyu, poiché i precedenti due (Visions uscito nel 1998 e Fractures in the Facade of Your Porcelain Beauty  uscito nel 2001) erano soltanto degli EP che contenevano al massimo sette canzoni.
L'album è uscito il 4 giugno 2002, prodotto da Victory Records; contiene una versione rifatta delle canzoni Living Each Day Like You're Already Dead, Someone's Standing on My Chest e Tulips are Better contenute nel precedente album Fractures in the Facade of Your Porcelain Beauty.
Di Suicide Notes and Butterfly Kisses sono state vendute 240 000 copie in tutto il mondo.

## Tracce
Testi e musiche di Alex Varkatzas, musiche di Dan Jacobs, Travis Miguel e Brandon Saller.
1. A Song for the Optimists – 4:39
2. Dilated – 3:34
3. Ain't Love Grand – 3:43
4. Living Each Day Like You're Already Dead – 2:45
5. Deanne the Arsonist – 3:41
6. Someone's Standing on My Chest – 4:09
7. At Least I Know I'm a Sinner – 3:22
8. Tulips Are Better – 3:32
9. A Vampire's Lament – 3:19
10. Lip Gloss and Black – 5:04

## Formazione
- Dan Jacobs - chitarra
- Travis Miguel - chitarra
- Brandon Saller - batteria, voce
- Chris Thompson - basso
- Alex Varkatzas - voce